# Тепловозостроение
Тепловозостроение — отрасль транспортного машиностроения, специализирующаяся на разработке, проектировании, и производстве тепловозов, совершенствовании их типов и конструкций, создании технологий и организации производства.

## Историческая справка
Создание тепловозов, которые превосходили паровозы по тягово-экономическим показателям, довольно быстро создало вопрос о начале их выпуска. Первые тепловозы выпускались индивидуально и при большом числе взаимодействующих заводов. Однако такой метод повышал продолжительность и стоимость производства, поэтому вскоре началось переустройство на выпуск тепловозов бывших паровозостроительных заводов. Но тепловоз более сложная и технически разнородная машина, нежели паровоз. Наиболее распространены тепловозы с тяговой электрической передачей, которые требуют для выпуска взаимодействия сразу трёх отраслей промышленности: транспортное машиностроение (экипажная часть, кузов), дизелестроение (дизельный двигатель) и электротехническая промышленность (электрические машины и аппараты). По этой причине ряд крупных паровозостроительных заводов так и не смогли перейти на тепловозостроение и прекратили своё существование, либо объединились с другими заводами. Примером может служить «Большая паровозостроительная тройка» (American Locomotive Company, Baldwin Locomotive Works и Lima Locomotive Works), которая прекратила существовать в полном составе в 1960-х гг.

## Тепловозостроение в СССР
Первым тепловозостроительным заводом в Советском Союзе стал Коломенский завод, который строил их в кооперации с московским «Динамо» и Харьковским электромеханическим заводом. В 1930-х гг. Коломенский завод выпускал серийные тепловозы Ээл, а также ряд опытных (ВМ20, Оэл7, Оэл6), но с началом военных событий был эвакуирован в Киров.
Вновь советское тепловозостроение было решено возродить после конференции 5 августа 1945 года, на которой присутствовал Иосиф Сталин. На сей раз было решено на тепловозостроение перевести бывший Харьковский паровозостроительный завод, на который с этой целью были командированы отдельные специалисты с Коломенского завода. Первоначально для советского послевоенного тепловозостроения была выбрана компоновочная схема тепловозов капотного типа. В 1947 году Харьковский завод выпустил первые тепловозы серии ТЭ1 капотного типа, а вскоре перешёл на выпуск более мощных тепловозов с кузовами вагонного типа ТЭ2 и ТЭ3, мощность последнего превосходила мощность любого советского паровоза, включая ФД21, ЛВ и П36. С 1956 года выпуск магистральных паровозов был прекращён, поэтому ряд паровозостроительных заводов были перестроены на выпуск тепловозов, включая Коломенский, Ворошиловградский (Луганский), Брянский и Муромский. Калужский машиностроительный завод перешёл на выпуск мотовозов и автомотрис. В 1950-х годах для создаваемых магистральных тепловозов, как грузовых, так и пассажирских была выбрана вагонная компоновка кузова, позволявшая вмещать более мощные дизели и составлять тепловозы в секции, тогда как для маневровых и промышленных тепловозов была выбрана капотная компоновка. Впоследствии Коломенский завод начал выпускать преимущественно пассажирские тепловозы (ТЭП60, ТЭП70), Луганский — грузовые (2ТЭ10, 2ТЭ116, М62, ТЭ109), Брянский и Муромский — маневровые и промышленные (ТЭМ2, ТГМ23, ТГМ3, ТГМ4).